# گنبدان (بهار)
گُنبَدان (یا کومذان) یکی از روستاهای استان همدان است که در دهستان سفالگران بخش لالجین شهرستان بهار واقع شده‌است. این روستا در منطقه ای واقع شده که در قدیم الایام به آن خدابنده‌لو گفته می‌شده همچنین خدابنده‌لو یکی از ایلات ترک است که اسمش را از سلطان محمد خدابنده گرفته است